# C-lebrity
C-lebrity – utwór zespołu Queen + Paul Rodgers, napisany przez perkusistę Rogera Taylora, na albumie autorstwo zespołowe Queen + Paul Rodgers. Znalazła się na pierwszym studyjnym albumie z Paulem Rodgersem jako wokalistą – wybrana została na singiel zwiastujący album. W chórkach śpiewa perkusista zespołu Foo Fighters Taylor Hawkins. Singiel trafił na pierwsze miejsce Top 40 Rock Singles w Wielkiej Brytanii w pierwszym tygodniu.
Utwór był wykonywany na trasie The Cosmos Rock Tour 2008.

## Członkowie zespołu o utworze
Roger Taylor, magazyn Classic Rock 2008:
„Tematem piosenki jest zjawisko kultury celebrities; chęć pokazania swojej twarzy w telewizji za wszelką cenę. Zakładanie, że sława zawsze pociąga za sobą bogactwo, jest bardzo naiwne. Wkurza mnie, że jest tylu znanych ludzi, którzy zupełnie nic sobą nie reprezentują”.
Roger Taylor, Queen Press Release:
„C-lebrity to komentarz na temat obecnej koncepcji sławy i sukcesu. To, że ktoś pokazuje twarz w TV – nie zawsze znaczy, że ma coś do pokazania. „Celebrity” to nadużywanie i dewaluacja słowa „sława” dziś”.